# Alizin
Alizin je derivat lizina, koji se koristi u produkciji elastina i kolagena. On se formira dejstvom enzima lizilna oksidaza u ekstracelularnom matriksu i esencijalan je za umrežavanje i stabilizaciju kolagena i elastina.